# Albert Weber (calciatore tedesco)
Albert Weber (Berlino, 21 novembre 1888 – 17 settembre 1940) è stato un calciatore tedesco.

## Carriera

### Calciatore

#### Club
Tra le file del Vorwärts 90 Berlin dal 1907, club con il quale vinse la Verbandes Brandenburger Ballspielvereine nel 1921, raggiungendo la finale del campionato tedesco 1920-1921 persa contro il 1. FC Norimberga.
Nel 1927 il suo club si fonde con il Berliner Thor- und Fussball Club Union 1892, dando origine al SV Blau-Weiss Berlin, società in cui militerà sino al 1930.

#### Nazionale
Weber disputò tre incontri con la Nazionale tedesca, tutti nel 1912; tra essi vi è il turno di qualificazione alle Olimpiadi di Stoccolma del 1912 contro l'Austria, incontro nel quale subì cinque reti.

### Cronologia presenze e reti in Nazionale
| Cronologia completa delle presenze e delle reti in nazionale ― Germania | Cronologia completa delle presenze e delle reti in nazionale ― Germania | Cronologia completa delle presenze e delle reti in nazionale ― Germania | Cronologia completa delle presenze e delle reti in nazionale ― Germania | Cronologia completa delle presenze e delle reti in nazionale ― Germania | Cronologia completa delle presenze e delle reti in nazionale ― Germania | Cronologia completa delle presenze e delle reti in nazionale ― Germania | Cronologia completa delle presenze e delle reti in nazionale ― Germania |
| Data                                                                    | Città                                                                   | In casa                                                                 | Risultato                                                               | Ospiti                                                                  | Competizione                                                            | Reti                                                                    | Note                                                                    |
| ----------------------------------------------------------------------- | ----------------------------------------------------------------------- | ----------------------------------------------------------------------- | ----------------------------------------------------------------------- | ----------------------------------------------------------------------- | ----------------------------------------------------------------------- | ----------------------------------------------------------------------- | ----------------------------------------------------------------------- |
| 05/05/1912                                                              | San Gallo                                                               | Svizzera                                                                | 1 – 2                                                                   | Germania                                                                | Amichevole                                                              | −1                                                                      |                                                                         |
| 26/06/1912                                                              | Stoccolma                                                               | Austria                                                                 | 5 – 1                                                                   | Germania                                                                | Olimpiadi 1912 - Qual.                                                  | −5                                                                      |                                                                         |
| 06/10/1912                                                              | Copenaghen                                                              | Danimarca                                                               | 3 – 1                                                                   | Germania                                                                | Amichevole                                                              | −3                                                                      |                                                                         |
| Totale                                                                  |                                                                         | Presenze                                                                | 3                                                                       |                                                                         | Reti                                                                    | –9                                                                      |                                                                         |

## Palmarès

### Competizioni nazionali
- Verbandes Brandenburger Ballspielvereine: 1

Vorwärts 90 Berlin: 1920-1921